# Момський хребет
Момський хребет (рос. Момский хребет; якут. Муома сиһэ) — гірський хребет на території Республіки Саха Росія. Найближче село — Хонуу, яке обслуговує аеропорт Мома.

## Етимологія
Назва походить з евенкійської мови, де «мома» означає ліс або дерево.

## Географія
Момський хребет простягається у напрямку NW — SE майже на 500 км між хребтами Селенняхським та Улахан-Чистай, найвищий хребет другого порядку системи хребта Черського. Момський хребет прямує паралельно хребту Черського і відокремлений від нього широкою міжгірською улоговиною, де річка Мома тече з південного сходу і впадає в Індигірку. Повернувши на північ, річка Індигірка глибоко прорізає хребет у північно-західній частині. Абийська низовина, складова Яно-Індигіркської низовини, лежить на півночі, а Алазейське плоскогір'я на сході.
Найвища точка Момського хребта — вершина без назви заввишки 2533 м, розташована дуже близько до Полярного кола. Річки Бадяріха, притока Індигірки, і Ожогіна, притока Колими, мають витоки на північних схилах Момського хребта.
Деякі науковці включають Момський хребет до складу гірської системи Черського.